# Ned Buntline
Edward Zane Carroll Judson Sênior (20 de março de 1821 Harpersfield, Nova York — 16 de julho de 1886 (65 anos) Stamford, Nova York), conhecido por seu pseudônimo Ned Buntline, foi um romancista, escritor, jornalista e editor americano.

## Juventude e serviço militar
Judson nasceu em 20 de março de 1821, em Harpersfield, Nova York. Ele se mudou com seus pais para Bethany, Pensilvânia, em 1826, e mais tarde para Filadélfia em 1834. Seu pai, Levi Carroll Judson, era advogado e queria que seu filho fosse um clérigo.
Em novembro de 1834, Judson fugiu para o mar como soldado de guerra e, no ano seguinte, embarcou a bordo de um navio da Marinha. Alguns anos depois, ele resgatou a tripulação de um barco atropelado por uma balsa Fulton no East River, em Nova York. Como resultado, ele recebeu uma comissão como aspirante na Marinha do presidente Martin Van Buren em 10 de fevereiro de 1838, e foi designado para o USS Levant. Mais tarde, ele serviu no USS Constellation e no USS Boston.
Como marinheiro, ele serviu nas Guerras Seminole, mas viu poucos combates. Após 4 anos no mar, ele renunciou. Durante a Guerra Civil, ele se alistou no primeiro rifle montado em Nova York e ascendeu ao posto de sargento antes de ser desonrosamente dispensado por embriaguez.

## Esforços literários iniciais
A primeira publicação de Judson foi uma história de aventura em The Knickerbocker em 1838. Ele passou vários anos no Oriente criando jornais e jornais, mas a maioria deles falhou. Um sucesso inicial que ajudou a lançar sua fama foi The Mysteries and Miseries of New York, uma história em série corajosa do Bowery e favelas da cidade de Nova York. Ele era um homem opinativo e defendia fortemente o nativismo e a temperança; ele também se tornou um líder no movimento Know Nothing. Em 1844, ele adotou o pseudônimo de "Ned Buntline". "Buntline" é o termo náutico para uma corda na parte inferior de uma vela quadrada.

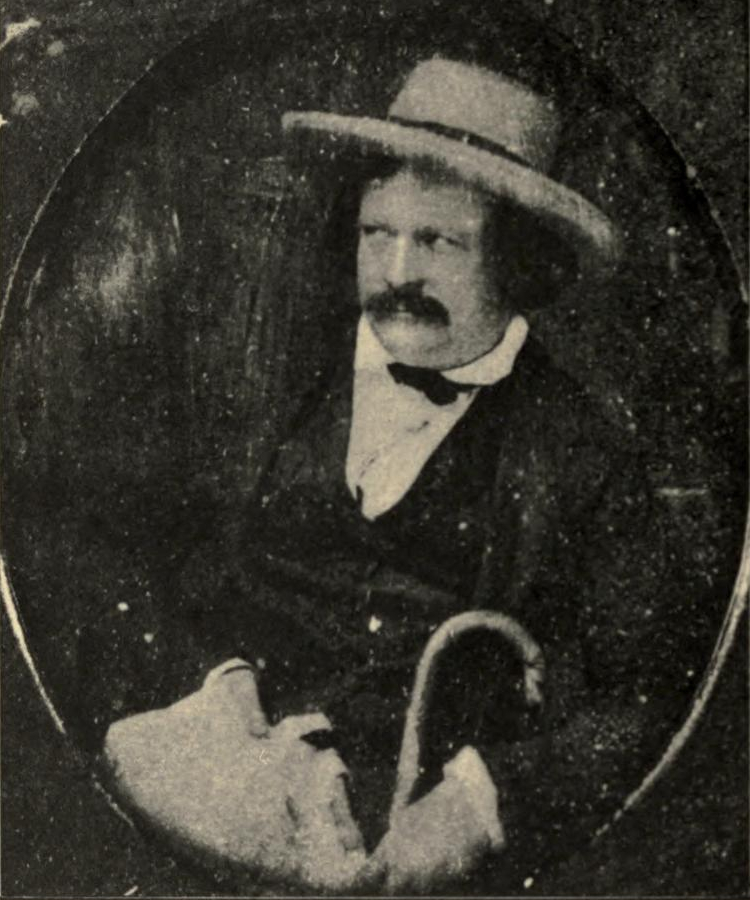
Daguerreótipo de Buntline.

Em 1841, o pai de Buntline, Levi Carroll Judson, sua esposa e sua filha se mudaram para Pittsburgh, onde Levi estabeleceu um escritório de advocacia e sua esposa e filha Irene abriram uma escola seleta no porão da Primeira Igreja Batista. Aqui, as famílias Judson e Allen se conheceram. Rebecca Allen e Irene Judson davam aulas na época e se tornaram amigas sociais. Por meio dessa conexão, William e George Allen, irmãos de Rebecca, tornaram-se amigos de Buntline quando ele chegou a Pittsburgh em dezembro de 1843, aparentemente para estudar direito com o pai, mas na realidade para começar uma revista literária. Buntline publicou apenas duas edições da Ned Buntline's Magazine em Pittsburgh em 1844 antes de admitir que ela falhou.
William e George eram coproprietários do barco a vapor Cícero e convidaram Ned para acompanhá-lo em uma viagem em janeiro de 1844 a Cincinnati. Neste cruzeiro, Buntline contou aos irmãos Allen sobre seu recente casamento em St. Augustine, Flórida, com Seberina Escudero, que ele descreveu aos dois irmãos em termos entusiasmados. Escudero juntou-se ao marido em Pittsburgh em maio de 1844. Em agosto de 1844, Buntline e Escudero se mudaram para Cincinnati, onde Ned fez parceria com Lucius Hine e Hudson Kidd em um esforço para comprar o Western Literary Journal. Esta revista também falhou.
Separado de sua família e em dificuldades financeiras, Buntline pediu dinheiro emprestado aos irmãos Allen e penhorou as joias de sua esposa para custear suas despesas. Em outubro, William Allen contratou Buntline para ajudar em seu barco a vapor, onde Ned aceitou uma nota de $ 10 falsificada e perdeu um barril de uísque. Enquanto seu marido andava de barco a vapor, Escudero costurava camisas em Cincinnati por 12 centavos e meio cada. Em outubro de 1844, o Knickerbocker publicou um artigo de Ned intitulado "Running the Blockade", no qual o herói da história era William Allen. Em janeiro de 1845, com a ajuda dos irmãos Allen, Buntline mudou-se para Nashville, onde Hudson Kidd garantiu alojamento temporário para Escudero enquanto seu marido ia passar algum tempo em St. Louis. Em janeiro de 1846, ela estava morando na Gordon House em Smithland, Kentucky.

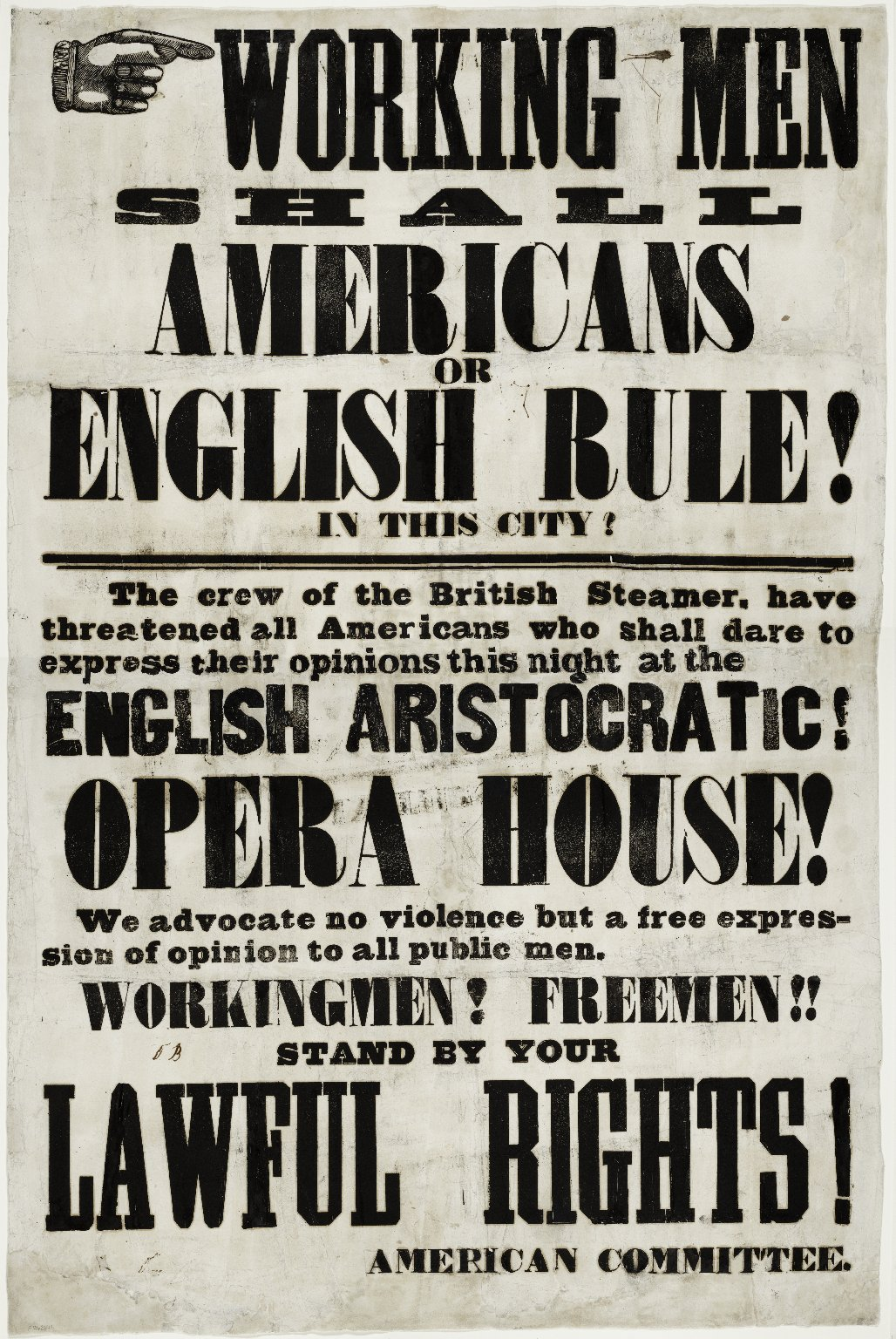
Uma filipeta, produzida por Ned Buntline e o "American Committee" pouco antes do "Astor Place Riot".

Buntline lançou uma terceira revista, a "Buntline's Own", nessa época. Costuma-se dizer que foi publicado em Nashville, mas os diários dos irmãos Allen sugerem que as primeiras edições pelo menos foram impressas em Smithland. O diário de George Allen de 25 de janeiro de 1846 dizia que, após seu retorno a Smithland, ele foi visitar Escudero e soube que ela havia morrido ali dias antes. William Allen mais tarde afirmou que ela foi enterrada em Smithland.
Em 1845, seu empreendimento em Cincinnati, Western Literary Journal e Monthly Magazine, estava à beira da falência e ele fugiu de Ohio. Em Eddyville, Kentucky, ele recebeu uma recompensa de US$ 600 pela captura de dois assassinos "com apenas uma das mãos". Ele se mudou para Nashville, Tennessee, e usou o dinheiro para começar uma revista, Ned Buntline's Own.
Judson teve um romance com a esposa adolescente de Robert Porterfield em Nashville em 1846. Em 14 de março de 1846, Porterfield desafiou Judson para um duelo, e Judson o matou. Em seu julgamento por assassinato, Judson foi baleado e ferido pelo irmão de Porterfield e, durante o caos, escapou da custódia. Ele foi posteriormente capturado por uma multidão de linchadores e enforcado em um toldo, mas foi resgatado por amigos. Um grande júri do Tennessee recusou-se a indiciá-lo por assassinato.
Em 1847, o editor de Boston e autor de romances baratos Maturin Murray Ballou pagou a Judson US$ 100 para escrever "The Black Avenger of the Spanish Main: or, The Fiend of Blood", um romance melodramático e violento sobre piratas. Isso foi seguido no mesmo ano com "The Red Revenger; Or, The Pirate King of the Floridas". Buntline mudou a "Ned Buntline's Own" para a cidade de Nova York em 1848.
Por meio de suas colunas e de sua associação com as notórias gangues da cidade de Nova York do início do século XIX, Buntline foi um dos instigadores do "Astor Place Riot", que deixou 23 mortos. Ele foi multado em US$ 250 e condenado a um ano de prisão em setembro de 1849.
Após sua libertação, ele se dedicou a escrever histórias sensacionais para jornais semanais e sua renda supostamente ascendeu a US$ 20 000 por ano. Em 1852, ele se envolveu em um motim nativista em St. Louis, enquanto era membro do Partido "Know Nothing". Ele iludiu as autoridades, mas foi preso em 1872 enquanto fazia uma turnê e promovia sua peça na cidade.
Embora bebesse muito, ele viajou pelo país dando palestras sobre temperança. Ele foi um republicano fervoroso até a eleição de 1884, quando se recusou a apoiar James G. Blaine. Em uma de suas viagens de palestras sobre temperança, ele conheceu William F. "Buffalo Bill" Cody.

## Buffalo Bill
Buntline estava viajando por Nebraska quando soube que Wild Bill Hickok estava em Fort McPherson. Buntline tinha lido um artigo popular sobre Hickok e esperava entrevistá-lo e escrever um romance barato sobre ele. Ele encontrou Hickok em um salão e correu até ele, dizendo: "Aqui está o meu homem! Eu quero você!" A essa altura da vida, Hickok tinha aversão a surpresas. Ele ameaçou Buntline com uma arma e ordenou que ele saísse da cidade em 24 horas. Buntline acreditou em sua palavra e saiu do salão. Ainda procurando obter informações sobre o assunto, Buntline começou a encontrar os amigos de Hickok. Provavelmente foi assim que ele conheceu Buffalo Bill.

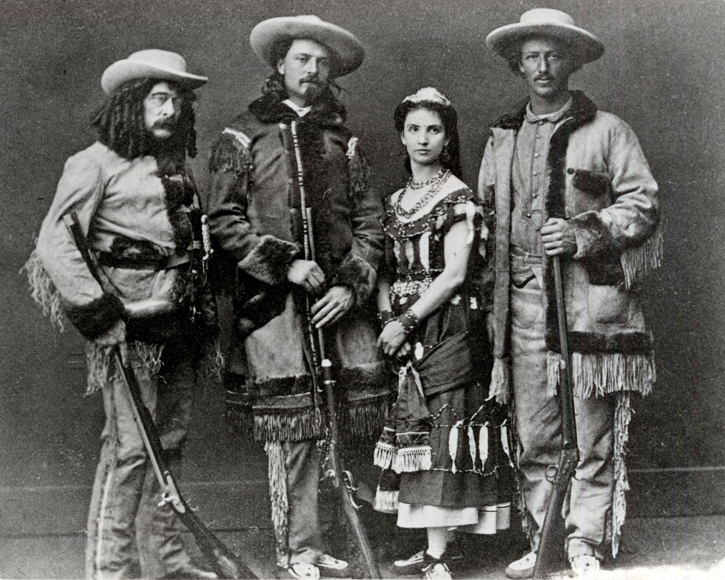
Buntline, Buffalo Bill Cody, Giuseppina Morlacchi e
Texas Jack Omohundro em The Scouts of the Prairie, 1872.

Buntline pegou um trem em 1869 da Califórnia para Nebraska, onde deu palestras sobre as virtudes da temperança. Lá, ele conheceu William Cody, que estava com um grupo de homens que havia participado recentemente de uma batalha contra os Sioux e Cheyenne.
Viajando com o gregário Cody, Buntline tornou-se amigo dele e mais tarde afirmou que criou o apelido de "Buffalo Bill" para o herói de seu romance em série "Buffalo Bill, the King of the Border Men", publicado no New York Weekly a partir de 23 de dezembro de 1869.
Originalmente, Buntline iria escalar Cody como um ajudante de "Wild Bill" Hickok, mas ele achou o personagem de Cody mais interessante do que o de Hickok. Buntline apresentou Cody como um "compêndio de clichês"; no entanto, isso não impediu o dramaturgo de Nova York Frank Meader de usar o romance de Buntline como base para uma peça sobre a vida de Cody em 1872. No mesmo ano, Buntline e James Gordon Bennett Jr. convidaram Cody para ir a Nova York, onde Cody viu a peça no Bowery Theatre. Em dezembro daquele ano, Buntline também escreveu uma peça de Buffalo Bill, "Scouts of the Prairie", que foi interpretada pelo próprio Cody, Texas Jack Omohundro, a bailarina italiana Giuseppina Morlacchi e Buntline.
Durante algum tempo, Carlos Montezuma, de 6 anos, também foi apresentado no programa como "Atzeka, o filho apache de Cochise", sendo o único índio americano genuíno no palco, enquanto seu pai adotivo, o fotógrafo italiano Carlo Gentile, era contratado para produzir e vender cartões de visita promocionais dos membros do elenco.
Cody no início era um ator relutante, mas acabou gostando dos holofotes. "Scouts of the Prairie" estreou em Chicago em dezembro de 1872 e estrelou Cody. Foi desabonado pelos críticos, mas mesmo assim foi um sucesso. Foi apresentada em cinemas lotados de todo o país durante anos. Cody serviu como batedor do Exército no verão; quando a campanha parava para o inverno, ele subia ao palco. A peça de Buntline serviu de treinamento para o show posterior do Velho Oeste de Cody.

## Últimos trabalhos e morte
Buntline continuou a escrever romances baratos, mas nenhum teve tanto sucesso quanto seu trabalho anterior. Mais tarde, ele embelezou sua carreira militar, alegando ter sido chefe dos "scouts" nas Guerras Indígenas, com a patente de coronel, e ter recebido 20 ferimentos em batalha. Ele também usou esses pseudônimos: Capitão Hal Decker, Scout Jack Ford e Edward Minturn. Ele se estabeleceu em sua casa em Stamford, Nova York, onde morreu de insuficiência cardíaca congestiva em 18 de julho de 1886. Ele já foi um dos autores mais ricos da América, mas sua esposa teve que vender sua amada casa, o "Ninho da Águia", para pagar suas dívidas.
Os romances de Buntline podem ter tido consequências indesejadas. Alguns leitores ávidos ficaram entusiasmados com as façanhas dos bandidos ocidentais e, para eles, os romances glamorizaram o crime. As bandidas Little Britches e Cattle Annie, por exemplo, liam romances baratos, que supostamente despertaram seu interesse na gangue Doolin e podem tê-las levado a uma vida juvenil de crime.

## O Buntline Special
Stuart N. Lake, em sua biografia amplamente fictícia Wyatt Earp: Frontier Marshal (1931), escreveu que Earp e quatro outros conhecidos homens da lei ocidental - Bat Masterson, Bill Tilghman, Charlie Bassett e Neal Brown - receberam cada um um revólver Colt Single Action Army como um presente de Buntline, em agradecimento por sua ajuda em contribuir com seus depoimentos em seus textos de faroeste.

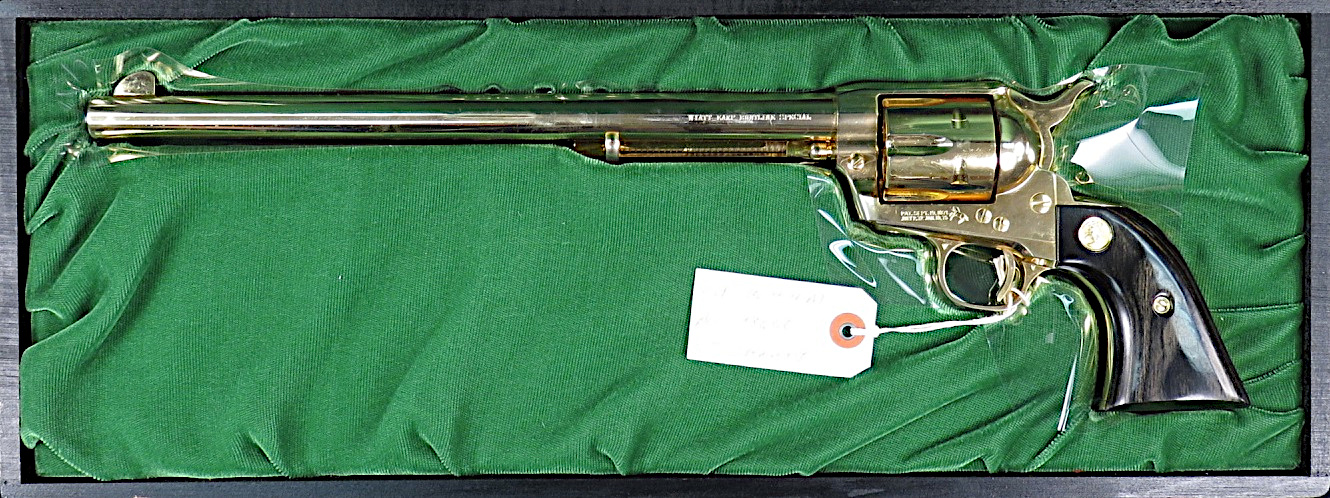
Um Colt Buntline Special comemorativo.

Os revólveres teriam sido compartimentados em .45 Colt com canos de 12 polegadas, coronhas de ombro removíveis, miras padrão e cabos de madeira com o nome "Ned" esculpido. Esses revólveres passaram a ser conhecidos coletivamente como "Buntline Special". De acordo com Lake, Earp manteve o seu comprimento original de 30 centímetros, mas os outros quatro que receberam os revólveres reduziram seus canos para 18 centímetros. Pesquisadores modernos não encontraram nenhuma evidência em fontes secundárias ou documentos primários da existência das armas antes da publicação do livro de Lake.
Lake se esforçou muito tentando rastrear essas armas por meio da empresa Colt, da Masterson e dos contatos de Earp no Alasca. Os pesquisadores não encontraram nenhum registro de um pedido recebido por Colt e a suposta conexão de Buntline com Earp foi amplamente desacreditada por William B. Shillinberg, que apresentou um caso detalhado para refutar a lenda do "Buntline Special".
Massad Ayoob, em "Greatest Handguns of the World", afirmou que "os historiadores debatem se Wyatt Earp possuía um 'Buntline Special' (o autor está inclinado a acreditar que sim), mas a Colt fabricou muitos na segunda metade do século 20".

## Retratos de Buntline na cultura popular

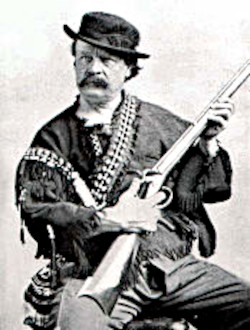
Retrato de Ned Buntline

O corpulento ator cômico Dick Elliott interpretou "Major Ned Buntline" no filme de 1935 Annie Oakley com Barbara Stanwyck no papel-título. O ator vencedor do Oscar, Thomas Mitchell, interpretou Ned Buntline no filme de 1944 Buffalo Bill.
De 1955 a 1958, Lloyd Corrigan interpretou Buntline em seis episódios da série de faroeste da ABC The Life and Legend of Wyatt Earp, estrelado por Hugh O'Brian.
C. Lindsay Workman desempenhou o papel de Buntline na série de televisão de Western da ABC/Warner Bros. chamada Colt .45, no episódio de 1959 intitulado "A Legend of Buffalo Bill", com Britt Lomond como Cody. Neste episódio, o personagem da série Christopher Colt, interpretado por Wayde Preston, enquanto investiga uma série de invasões na ferrovia, conhece Cody, que se oferece para vender pistolas Colt .45. O episódio implica falsamente que Colt deu a Cody seu apelido de Buffalo Bill.
Burt Lancaster interpretou Buntline (referido como "o Legend Maker") no filme de Robert Altman de 1976, "Buffalo Bill and the Indians".
No filme Unforgiven, de Clint Eastwood, o personagem W.W.Beauchamp é inspirado em Buntline.
Buntline é um personagem do romance Buffalo Girls de Larry McMurtry.